# Jacob d'Alexandria
Jacob d'Alexandria (Jacobus, Ἰάκωβος) anomenat Psicritst o Psicocrist (Psychristus o Psycochristus) fou un metge grec que va viure durant el regnat de l'emperador Lleó I el Traci. És esmentat per Foci (Bibl. Cod. 242). Tillemont dona diverses referències sobre aquest personatge.